# 1917年1月8日月食
1917年1月8日月食为一次在协调世界时1917年1月8日出現的月全食。該次月食半影食分為2.493、全影食分為1.369。偏食維持了114分，全食維持44分。

## 概述
這次月食的食分是7.27，偏食維持了114分，全食維持44分。

## 基本參數
- 類型：月全食
- 食甚資料：
  - 日期：1917年1月8日
  - 時間：7:44
  - 月球位置：赤經7.27度、赤緯22.5度
  - 食分：半影食分：2.493、全影食分：1.369
  - 持續時間：偏食114分、全食44分

## 外部連結
- NASA月食專頁（页面存档备份，存于）（英文）